# ピピン1世
ピピン1世（ピピン1せい、ドイツ語：Pippin der Ältere, 580年頃 - 640年）は、カロリング家の祖。「大ピピン」とも呼ばれる。ランデン（現・ベルギーフラームス＝ブラバント州）出身とされ、「ランデンのピピン」とも。メロヴィング朝フランク王のクロタール2世、ダゴベルト1世、シギベルト3世の治世にアウストラシア王国の宮宰（在職：615あるいは623年 - 629年、638/9年 - 639/40年）を務めた。

## 生涯
『偽フレデガリウス年代記』によれば父はカールマン（カルロマン）。ランデンとの繋がりは12世紀にブラバントの年代記作者により作り上げられたとの、ゴデフロイド・クルスの研究もある。
ブラバント地域の多くを支配し、ブルンヒルドとの戦いでクロタール2世を推戴した有力者たちの一人であった。アルヌルフと共に王の顧問となり、623年にダゴベルト1世の下でアウストラシア宮宰に任命された。隠居していたが、ダゴベルト1世の死去で再び宮宰職に就き、未亡人で摂政のナンティルドとクローヴィス2世・シギベルト3世兄弟の間での国庫金・遺産配分を監督した。
妻のイッタはメス司教アルノアルドの娘で、ピピンとの間に一男二女がいた。息子のグリモアルド1世（615年頃 - 661年/662年）は、後にアウストラシア宮宰（在職：650年 - 661年）となった。二人の娘のうち、ベッガ（生年未詳 - 649年）はアンゼギゼル（メス大司教アルヌルフ の息子）と結婚してピピン2世（中ピピン、カール1世の曾祖父）をもうけた。またゲルトルート（625年 - 659年3月17日）はイッタが設立したニヴェル女子修道院の修道院長となり、後に母と共に列聖された。彼女は旅人の守護者とされ、しばしばネズミとともに描かれている。
また、ヘントの聖バーフも夫妻の子とされる。
ピピンは列聖されてはいないが、いくつかの古い殉教録では聖人として挙げられている。